# Curro Sánchez
Francisco José Sánchez Rodríguez (La Palma del Condado, Huelva, España, 3 de enero de 1996), más conocido como Curro Sánchez, es un futbolista español que juega como delantero en las filas del Burgos C. F. de la Segunda División de España.

## Trayectoria
Se formó en la cantera del Sevilla F. C., y en la temporada 2015-16 debutó con el primer equipo en la Copa del Rey y la Primera División. El estreno en esta competición fue el 17 de abril en el Estadio Ramón Sánchez-Pizjuán ante el R. C. Deportivo de La Coruña. Esa misma campaña contribuyó al ascenso del Sevilla Atlético a la Segunda División con ocho goles en 33 partidos.
En la temporada 2019-20 firmó con el C. D. Numancia por dos temporadas, más una opcional, después de haber jugado más de 60 partidos en la categoría de plata con el filial sevillista. Anotó 13 goles en su único año en Soria, ya que el 9 de septiembre de 2020 se hizo oficial su fichaje por la S. D. Ponferradina.
Posteriormente, en julio de 2021, y tras no renovar con el conjunto berciano, firmó con la U. D. Almería un contrato de tres años de duración. En el primero consiguieron ascender a Primera División y, aunque tuvo minutos en dos jornadas en el inicio de la temporada, el 1 de septiembre llegó a un acuerdo para rescindir su contrato. Dos días después se unió al Burgos C. F. hasta 2024.

## Clubes
Actualizado a 1 de junio de 2025.
| Club               | País   | Año       | Partidos | Goles |
| ------------------ | ------ | --------- | -------- | ----- |
| Sevilla Atlético   | España | 2013-2017 | 148      | 22    |
| Sevilla F. C.      | España | 2015-2016 | 6        | 0     |
| C. D. Numancia     | España | 2019-2020 | 34       | 13    |
| S. D. Ponferradina | España | 2020-2021 | 37       | 5     |
| U. D. Almería      | España | 2021-2022 | 39       | 2     |
| Burgos C. F.       | España | 2022-act. | 110      | 30    |